# Muscat du cap Corse
Le muscat du cap Corse est un vin doux naturel français d'appellation d'origine contrôlée produit sur 17 communes de l'extrémité nord de l'île de Corse.
Promontoire sacré des Romains, le cap Corse a longtemps vécu sa tradition de marins marchands. Les côtes, tout en douceur à l’est, très découpées à l'ouest, abritent d’innombrables petits ports. La vigne a joué sur le cap un rôle primordial, conforté par des vignerons tenaces et méticuleux.

## Histoire

### Antiquité
Le site de Rogliano fut occupé depuis l'Antiquité. Tout son territoire connut la présence romaine. Le village occupe d'ailleurs l'emplacement de la localité romaine de Vicus Aurelianus, origine étymologique du toponyme. Le village romain fut détruit par les Vandales en 457. On retrouve un gisement d'amphores sur les îles Finocchiarola ainsi que des ruines romaines au nord, près de la chapelle Santa Maria. L'archéologie signale que le territoire de Saint-Florent était déjà occupé au néolithique ancien. Les chroniqueurs parlent de l'existence, à un kilomètre à l'ouest de la cité actuelle, de la ville romaine de Cersunum. L'occupation humaine du site d'Ersa remonte à une époque antérieure à la conquête romaine d'après ce qu'en témoigne l'oppidum pré-romain de Vitalleghju. Au Ier siècle av. J.-C., il existe déjà sur le site de Centuri, un port du nom de Centurinum Civitas. Ptolémée cita également un port du nom de Centurinon.

### Moyen Âge
À partir du milieu du Moyen Âge, en 1249, Tomino entra dans le fief des Da Mare de San Colombano di Rogliano. 
Au Moyen Âge, Farinole faisait partie du fief de Nonza qui avant 1109 ne comprenait que Nonza et Olmeta-di-Capocorso mais qui en 1198 contrôlait tout le Cap Corse sauf Lota. Arrigo Della Rocca, descendant de Sinucello Della Rocca comte de Corse qui avait défendu Pise contre la France et avait reçu en récompense le titre de « Giudice », reçoit l'aide d'Aragon. Il occupe Nonza mais est vite repoussé. Gênes inféode la corse ; Arrigo s'entend avec eux pour fonder l'Ordre de la Maona et être gouverneur de la Rocca. Lucchino Gentilli qui retrouve son fief de Nonza se voit confier un temps peu après le château de Farinole. En 1385 la Maona se brouille avec Arrigo, le combat mais doit capituler. Maître de presque toute la Corse durant 12 années Arrigo est vaincu par Gênes en 1397. Il meurt en 1401.
En 1410 Vincentello d'Istria, soutenu par l'Aragon, se fait proclamer comte de Corse, puis vice-roi en 1418 par le peuple à Biguglia.
De 1248 à 1592, Ersa fut intégrée au fief des Da Mare de San Colombano di Rogliano. Ersa fut dévastée par une occupation turque de 1555 à 1570. À partir de 1592, la république de Gênes annexe Ersa, qui se rallie à Pascal Paoli en 1757.
À partir de 1249, Rogliano fut le chef-lieu du fief génois le plus important du Cap Corse, celui des Da Mare de San Colombano, jusqu'en 1523, date à laquelle il passe par mariage à la famille Negroni. Augustin Doria s'empara du fief en 1592 et plaça le Cap Corse sous tutelle directe de l'administration génoise.
Au XIVe siècle, Centuri est constitué en apanage par Galesotto da Marc pour son fils naturel Crescione, avant d'entrer, en 1431, dans le fief de San Colombano, des Da Mare.

### Période moderne
Vers la fin XVIe siècle, naît la Provincia di Capo Corso, d'obédience génoise, succédant à l'État feudataire des Da Mare-Negroni.
En 1453, Gênes inféode la Corse à l'Office de Saint Georges et impose la construction de tours littorales pour rassurer la population des villages côtiers sans cesse attaquée par les Barbaresques. En 1530 le Cap comptait 10 tours et 30 en 1730. La tour de Farinole sera élevée en 1562, financée par un impôt collecté auprès des villageois. 
De 1583 à 1590, alors que famine et peste règnent en Corse, les Barbaresques razzient les côtes de l'île, enlèvent des personnes pour en faire des esclaves ; de très nombreux villages sont abandonnés ou ruinés. Parmi eux, Marianda di Farinole.
Saint-Florent fut fondée par les Génois au XVIe siècle. Mais dès 1440, une citadelle est bâtie afin de résister aux assauts aragons, français et ottomans.
Après le partage du fief Da Mare en 1520, on trouve deux seigneuries qui se partagent les vassaux. A Tomino, sur 40 vassaux, 23 sont attribués à Simone III Da Mare et 17 à Francesco de Negroni, époux de la sœur de Simone III, Giorgetta. La seigneurie  passa sous administration génoise directe, après l'intervention de l'amiral Doria en 1592. En 1646, Tomino possède 90 feux et 450 habitants. Les tominais ont six barques de pêche au port de Macinaggio. 
En 1757, Pascal Paoli libéra le Cap corse de la tutelle génoise. Mais la tour du Santa Maria de Rogliano ne fut reprise qu'en 1761, et l'île de Capraja en 1767. En 1768, Rogliano devint la capitale de la nouvelle province française du Cap Corse, puis sous-préfecture du département du Golo en 1790.
Tomino se rallie à Pascal Paoli en 1757 mais se trouve assiégé par les Génois de 1758 à 1762.
Sous Pascal Paoli, la marine de Farinole est utilisée. Un chantier naval « u scalu vechju » s'y était développé pour la construction de galères. Jusqu'au XVIIIe siècle, le bout du Cap corse est la cible de fréquentes incursions des pirates barbaresques. Lorsque la Corse devient française, à la fin du XVIIIe siècle, on compte 1130 habitants à Ersa, qui cultivent 200 ha de vigne. La régression agricole et démographique a réduit depuis la surface viticole à 1 ha seulement, pour 135 habitants.

### Période contemporaine
Après sa défaite à Ponte Novu quelques années plus tôt, l'armée de Pascal Paoli, aidée de la flotte de Nelson, reconquit le port de Saint-Florent en 1793. C'était durant la brève période du royaume anglo-corse.
Au XIXe siècle, le vignoble couvrait des milliers d'hectares. En 1860, selon les sources, on dénombrait entre 1 500 et 4 000 hectares de vignes. Une grande partie des vignes fut arrachée dans la première moitié du XXe siècle. Aujourd'hui, il reste quelques vignes côtières et les nouveaux vignobles qui font face à l'île Finocchiarola.
Chaque année se déroule la foire du Vin de Luri « Fiera di u Vinu »

## Vignoble

### Présentation
Le vignoble s'étend sur 17 communes : Barbaggio, Barrettali, Cagnano, Centuri, Ersa, Farinole, Luri, Meria, Morsiglia, Oletta, Patrimonio, Pietracorbara, Poggio-d'Oletta, Rogliano, Saint-Florent (seulement sur la rive droite de l'Aliso), Sisco et Tomino.

### Encépagement
Les vins sont issus du seul cépage : muscat blanc à petits grains B.

### Méthodes culturales et réglementations

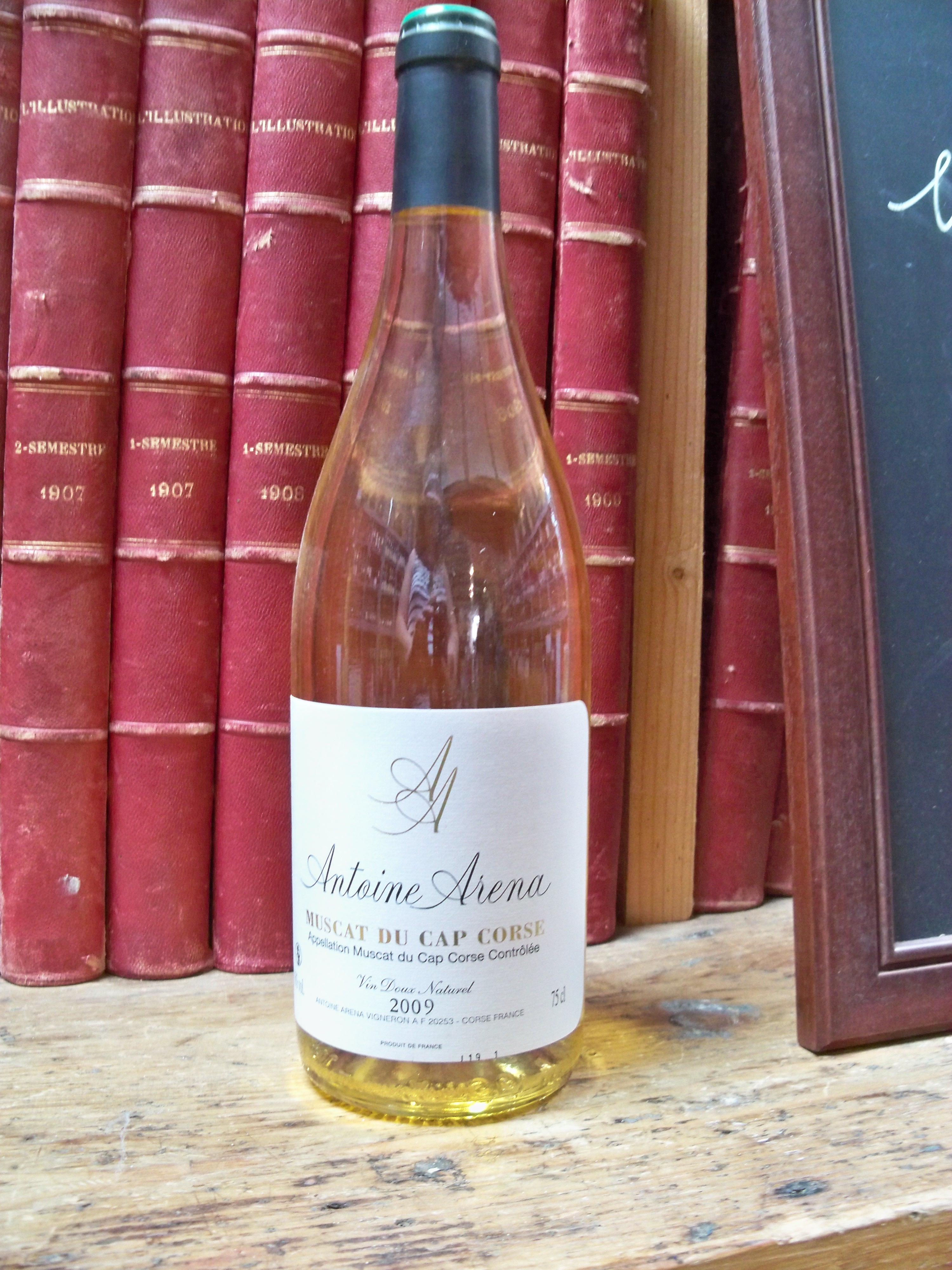
Muscat du Cap-Corse

Au XIXe siècle, on vinifiait du vin muscat et du rappu. 
La technique du passerillage et de la dessiccation sur lauzes au soleil est toujours à l'honneur. C'est le procédé utilisé pour obtenir des vins de paille.

### Terroir et vins
La sauce au vin muscat est l'une des nombreuses déclinaisons culinaires de ce vin doux naturel. Ses arômes muscaté et de raisin frais le font aussi intervenir dans la préparation de cocktails, amuse-gueules, potages, entrées, poissons et crustacés, volailles et viandes, légumes et desserts.